# Моро (Арканзас)
Моро (англ. Moro) — місто (англ. town) в США, в окрузі Лі штату Арканзас. Населення — 177 осіб (2020).

## Географія
Моро розташоване на висоті 61 метр над рівнем моря за координатами 34°47′32″ пн. ш. 90°59′17″ зх. д. / 34.79222° пн. ш. 90.98806° зх. д. (34.792129, -90.988000).  За даними Бюро перепису населення США в 2010 році місто мало площу 2,45 км², уся площа — суходіл.

## Демографія
Згідно з переписом 2010 року, у місті мешкало 216 осіб у 92 домогосподарствах у складі 60 родин. Густота населення становила 88 осіб/км².  Було 108 помешкань (44/км²). 
Расовий склад населення:
| - 93,5 % — білих - 5,6 % — чорних або афроамериканців - 0,9 % — азіатів |

До двох чи більше рас належало 0,0 %. Іспаномовні складали 0,5 % від усіх жителів.
За віковим діапазоном населення розподілялося таким чином: 21,8 % — особи молодші 18 років, 57,8 % — особи у віці 18—64 років, 20,4 % — особи у віці 65 років та старші. Медіана віку мешканця становила 41,3 року. На 100 осіб жіночої статі у місті припадало 116,0 чоловіків;  на 100 жінок у віці від 18 років та старших — 106,1 чоловіків також старших 18 років.
Середній дохід на одне домашнє господарство  становив 39 807 доларів США (медіана — 34 821), а середній дохід на одну сім'ю — 49 911 долар (медіана — 48 125). За межею бідності перебувало 19,9 % осіб, у тому числі 32,8 % дітей у віці до 18 років та 19,6 % осіб у віці 65 років та старших.
Цивільне працевлаштоване населення становило 129 осіб. Основні галузі зайнятості: публічна адміністрація — 20,2 %, сільське господарство, лісництво, риболовля — 19,4 %, освіта, охорона здоров'я та соціальна допомога — 14,0 %, мистецтво, розваги та відпочинок — 10,1 %.
За даними перепису населення 2000 року в Моро проживала 241 особа, 75 сімей, налічувалося 109 домашніх господарств і 115 житлових будинків. Середня густота населення становила близько 100,4 осіб на один квадратний кілометр. Расовий склад Моро за даними перепису розподілився таким чином: 98,34 % білих, 1,66 % — чорних або афроамериканців.
З 109 домашніх господарств в 22,0 % — виховували дітей віком до 18 років, 59,6 % представляли собою подружні пари, які спільно проживали, в 10,1 % сімей жінки проживали без чоловіків, 30,3 % не мали сімей. 29,4 % від загального числа сімей на момент перепису жили самостійно, при цьому 12,8 % склали самотні літні люди у віці 65 років та старше. Середній розмір домашнього господарства склав 2,21 особи, а середній розмір родини — 2,72 особи.
Населення містечка за віковим діапазоном за даними перепису 2000 року розподілилося таким чином: 19,9 % — жителі молодше 18 років, 10,4 % — між 18 і 24 роками, 22,8 % — від 25 до 44 років, 28,6 % — від 45 до 64 років і 18,3 % — у віці 65 років та старше. Середній вік мешканця склав 43 роки. На кожні 100 жінок в Моро припадало 102,5 чоловіків, у віці від 18 років та старше — 89,2 чоловіків також старше 18 років.
Середній дохід на одне домашнє господарство в містечкі склав 27 857 доларів США, а середній дохід на одну сім'ю — 35 625 доларів. При цьому чоловіки мали середній дохід в 21 667 доларів США на рік проти 21 250 доларів середньорічного доходу у жінок. Дохід на душу населення в містечкі склав 13 264 долари на рік. 12,3 % від усього числа сімей в населеному пункті і 16,5 % від усієї чисельності населення перебувало на момент перепису населення за межею бідності, при цьому 10,9 % з них були молодші 18 років і 22,6 % — у віці 65 років та старше.